# Уинское
Уинское — село в Пермском крае, административный центр Уинского района и Уинского сельского поселения.
Расположено на реках Аспа, Уя и Ольга, в 69 км от железнодорожной станции Чернушка (на линии Сарапул — Дружинино) и в 125 км к югу от Перми. 

## Название
Первоначально (1747 год) имело описательное название - Аспа при медеплавильном заводе Шавкунова.
Современное название дано по реке Уя (слово Уй в башкирском и татарском языках означает «долина, низина»).

## История
Впервые упоминается в 1747 году как Аспа при медеплавильном заводе Шавкунова. Сам завод был введён в эксплуатацию в 1749 году и работал до 1862 года (с перерывом на время Пугачёвского восстания). 
30 декабря 1966 года Указом Президиума ВС РСФСР был образован Уинский район в селе Бадамское.

## Население
| 1959 | 1970  | 1979  | 1989  | 2002  | 2010  | 2021  |
| ---- | ----- | ----- | ----- | ----- | ----- | ----- |
| 2713 | ↗3658 | ↗3930 | ↗4484 | ↘4450 | ↘4304 | ↘4178 |

## Известные уроженцы, жители
В селе Уинском родились математик, академик АН Белорусской ССР Евгений Алексеевич Барбашин (1918–1969) и уральский художник Евгений Васильевич Седухин (1930-2023).

## Инфраструктура
Выходит газета «Родник».

## Достопримечательности, памятные места
В селе сохранились здания Петропавловской церкви (1843) и земского училища (нач. XX века), а также заводская плотина (XVIII век). 
Историко-природный комплекс «Уинский парк»; имеет статус памятника природы Пермского края.
Краеведческий музей им. М.Е. Игошева.

## Транспорт
Из Перми до Уинского ходят рейсовые автобусы. 